# カーディシャン
カーディシャン（Cardician）とは、カードマジックを演じるマジシャンのこと。カードマジシャンと表現する事もある。
創作者は正確には不明だが、エド・マーロー著の"The Cardician"（1953年）という本の題名がそのまま使われた、つまりエド・マーローがこの語句をつくったというのが、有力な説である。現在マジシャンの間では、盛んにこの語句が使用されていて、専門書やDVDの中でも使用される。
エド・マーロー（1913年 - 1991年）は、アメリカシカゴのカードマジック研究家で、約50冊の研究書、レクチャーノートを執筆した。
エド・マーローの『The Cardician』というレクチャーDVDがMeir Yedid Magicから発売されている。
有名なカーディシャンとしては、ダロー、ラリー・ジェニングス、ダイ・バーノン、エド・マーローが挙げられる。日本人の有名なカーディシャンとしては、丸山真一、高橋匠、桂川新平、アルスなどが挙げられる。